# Sarah McLeod
Sarah McLeod (n. Putaruru; 18 de julio de 1971) es una actriz de cine y televisión neozelandesa. Su papel más notable fue el que representó bajo la dirección de Peter Jackson en las películas El Señor de los Anillos: la Comunidad del Anillo y El Señor de los Anillos: el retorno del Rey como Rosita Coto, la hobbit que se casa con Samsagaz Gamyi. Su propia hija Maisy representó al bebé de Rosita y Sam.

## Filmografía

### Cine
| Año  | Película                                          | Personaje                | Notas |
| ---- | ------------------------------------------------- | ------------------------ | ----- |
| 2010 | Hugh and Heke                                     | Joan Harcourt            |       |
| 2007 | We're Here to Help                                | Liz Greville             |       |
| 2003 | Skin & Bone                                       | Cath                     |       |
| 2003 | The Lord of the Rings: The Return of the King     | Rosita Coto              |       |
| 2001 | The Lord of the Rings: The Fellowship of the Ring | Rosita Coto              |       |
| 1998 | Via Satellite                                     | Anunciante en el Canal 6 |       |
| 1995 | The Conversation                                  | Ella misma               |       |
| 2001 | The Last Tattoo                                   | Encargada de la pensión  |       |

### Televisión
| Año     | Programa                       | Personaje       | Notas                      |
| ------- | ------------------------------ | --------------- | -------------------------- |
| 2008/09 | Shortland Street               | Cindy Watson    | 33 episodios               |
| 2006    | Doves of War                   | Grace Lawrenson | Episodio 1.6               |
| 1999    | A Twist in the Tale            | Nicky           | Episodio «A Crack in Time» |
| 1996    | Get Real                       |                 | Telefilme                  |
| 1995    | La verdadera historia del cine | May Belle       | Telefilme, sin acreditar   |